# Mindefest over Professor N.P.Nielsen
Mindefest over Professor N.P.Nielsen, "Landet fundet og forsvundet" is een compositie van Niels Gade. Gade schreef een cantata op tekst van Hans Peter Holst voor een herdenkingsconcert voor Nicolai Peter Nielsen (28 juni 1795- 13 maart 1860). Hij was toneelspeler en theaterinstructeur. Hij was tevens de man van Anna Nielsen, die Gade al in 1856 herdacht met zijn Mindekantata over fru Anna Nielsen. Nicolai en Anna  delen samen een graf op de Frederiksberg begraafplaats.
Op 1 mei 1860 droeg Michael Wiehe de tekst van Holst voor met de büste van Nielsen op het toneel van Det Kongelige Teater. Wiehe kreeg later in Michael Rosing Wiehe 7 November 1864 ook een herdenkingsstuk van Gade. Holst baseerde zijn Landet fundet og forsvundet op het gelijknamige toneelstuk van Adam Oehlenschlager.
Gade schreef het werk voor:
- 44 zangers verdeeld
  - 2 sopraanstemmen (13 om 10),
  - 1 tenorstem (10)
  - 3 baritonstemmen (4 om 2 om 5)
- 35 musici verdeeld over
- 2 dwarsfluiten, 2 hobo’s. 2 klarinetten, 2 fagotten
- 2 hoorns, 2 trompetten,
- pauken, harp
- violen, altviool, cello, contrabas

Met
- 2 hoorns, alttrombone, tenortrombone, bastrombone en tuba op het toneel